# Aleksandretta modroczapkowa
Aleksandretta modroczapkowa, papuga modroczapkowa (Psittacula lucionensis) – gatunek średniej wielkości ptaka z rodziny papug wschodnich (Psittaculidae), zamieszkującego Filipiny oraz pobliskie malezyjskie i indonezyjskie wyspy.

## Taksonomia
Gatunek po raz pierwszy zgodnie z zasadami nazewnictwa binominalnego został opisany w 1766 r. przez szwedzkiego przyrodnika Karola Linneusza w 12. edycji Systema Naturae. Autor nazwał ten gatunek Psittacus lucionensis, wykorzystując nazwę ukutą w 1760 r. przez Brissona w 4. tomie dzieła Ornithologie, niespełniającego jednak zasad nazewnictwa binominalnego. Jako miejsce typowe Linneusz wskazał Filipiny. Obecnie (2022 r.) aleksandrettę modroczapkową zalicza się do rodzaju Psittacula.
Międzynarodowy Komitet Ornitologiczny (IOC) wyróżnia cztery podgatunki: P. l. lucionensis, P. l. hybridus, P. l. salvadorii i P. l. talautensis. Niektóre źródła mogą też wymieniać P. l. horrisonus, dawniej także P. l. paraguenus, P. l. koikei, P. l. moro, P. l. nigrorum oraz P. l. siquijorensis. Obecnie wszystkie te taksony zostały włączone do podgatunku P. l. salvadorii. Niektóre źródła ograniczają się do trzech podgatunków: P. l. lucionensis, P. l. hybridus oraz P. l. talautensis (tu włączany jest P. l. salvadorii). Jest to wersja klasyfikacji o najmniejszej liczbie podtaksonów.

## Podgatunki i zasięg występowania
IOC wyróżnia następujące podgatunki aleksandretty modroczapkowej (wraz z zasięgiem występowania):
- P. l. lucionensis (Linnaeus, 1766) – wyspy Luzon i Mindoro;
- P. l. hybridus Salomonsen, 1952 – wyspa Polillo;
- P. l. salvadorii Ogilvie-Grant, 1896 – od środkowych Filipin na południowy zachód po wyspy przy wybrzeżach północno-wschodniego Borneo;
- P. l. talautensis A. B. Meyer & Wiglesworth, 1895 – Wyspy Talaud.

Gatunek ten występuje także w malezyjskim stanie Sabah (na północy Borneo), tamtejsza populacja pochodzi z papug, które uciekły z niewoli.

## Morfologia
Aleksandretty modroczapkowe osiągają 31 cm długości oraz ważą 148–231 g (inne źródło: 200–230 g). W ubarwieniu dominuje kolor zielony. Podgatunek nominatywny ma wierzch głowy, potylicę, barkówki i kuper jasnoniebieski. Pióra na pokrywach skrzydłowych są czarne z pomarańczowobrązowymi krawędziami. Spód ogona jest żółtawy. Dziób jest czerwony, tęczówka żółta, a nogi szare. Brak widocznego dymorfizmu płciowego. Młode osobniki mają mniej barwy niebieskiej na głowie oraz mają zielone pokrywy skrzydłowe.
P. l. hybridus ma mniej niebieskiego na głowie oraz jest bledszy.
U podgatunku P. l. salvadorii kuper jest zielony.
P. l. talautensis podobnie jak P. l. salvadorii ma zielony kuper. Barwa błękitna na głowie rozciąga się po policzki.

## Ekologia i zachowanie
Aleksandretty modroczapkowe żyją na nizinnych obszarach do 1000 m n.p.m. Ich środowisko stanowią lasy. Spotykane są też w pobliżu pól uprawnych oraz na plantacjach bananowców i palm kokosowych. Prowadzą osiadły tryb życia. Zazwyczaj przebywają w stadach do 12 osobników, często razem z listkogonkami złotogrzbietymi (Prioniturus platurus). Pożywienie zdobywają na drzewach owocowych. W skład ich diety wchodzą owoce, orzechy, nasiona.
Sezon lęgowy papug modroczapkowych trwa od kwietnia do czerwca. Gniazda zakładają w dziuplach drzew, gdzie samica składa 2–3 jaja oraz wysiaduje przez 25–31 dni. Młode opuszczają dziuplę po 54–63 dniach, a są w pełni samodzielne po kolejnych 3 tygodniach.

## Status
Międzynarodowa Unia Ochrony Przyrody (IUCN) uznaje aleksandrettę modroczapkową za gatunek bliski zagrożenia (NT – Near Threatened). Liczbę dorosłych osobników szacuje się na 1500–7000, a trend liczebności jest malejący. Największe zagrożenie dla tego gatunku stanowi wyłapywanie dzikich ptaków oraz utrata naturalnego środowiska. Rzadziej zdarza się ich zestrzeliwanie. Gatunek znajduje się w II załączniku CITES.